# 216433 Milianleo
216433 Milianleo este un asteroid din centura principală de asteroizi.

## Descriere
216433 Milianleo este un asteroid din centura principală de asteroizi. A fost descoperit pe 19 februarie 2009 la Tzec Maun de Erwin Schwab. Asteroidul prezintă o orbită caracterizată de o semiaxă mare de 2,74 ua, o excentricitate de 0,13 și o înclinație de 3,4° în raport cu ecliptica.